# Oncidium altissimum
Oncidium altissimum, “dama danzante de Wydler” por su labelo que se asemeja a una bailarina, es una especie fanerógama, de orquídeas epifitas.

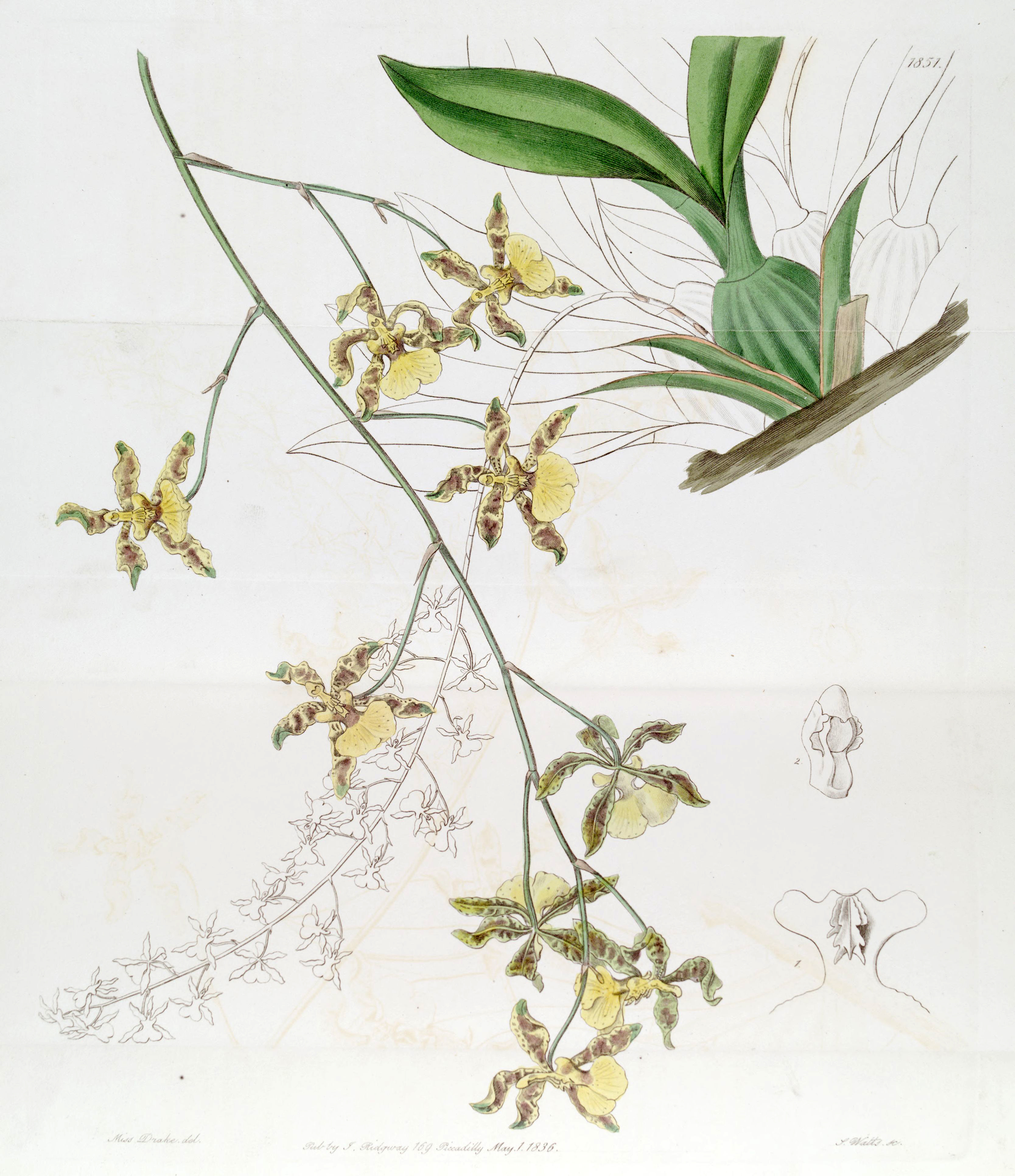
Ilustración

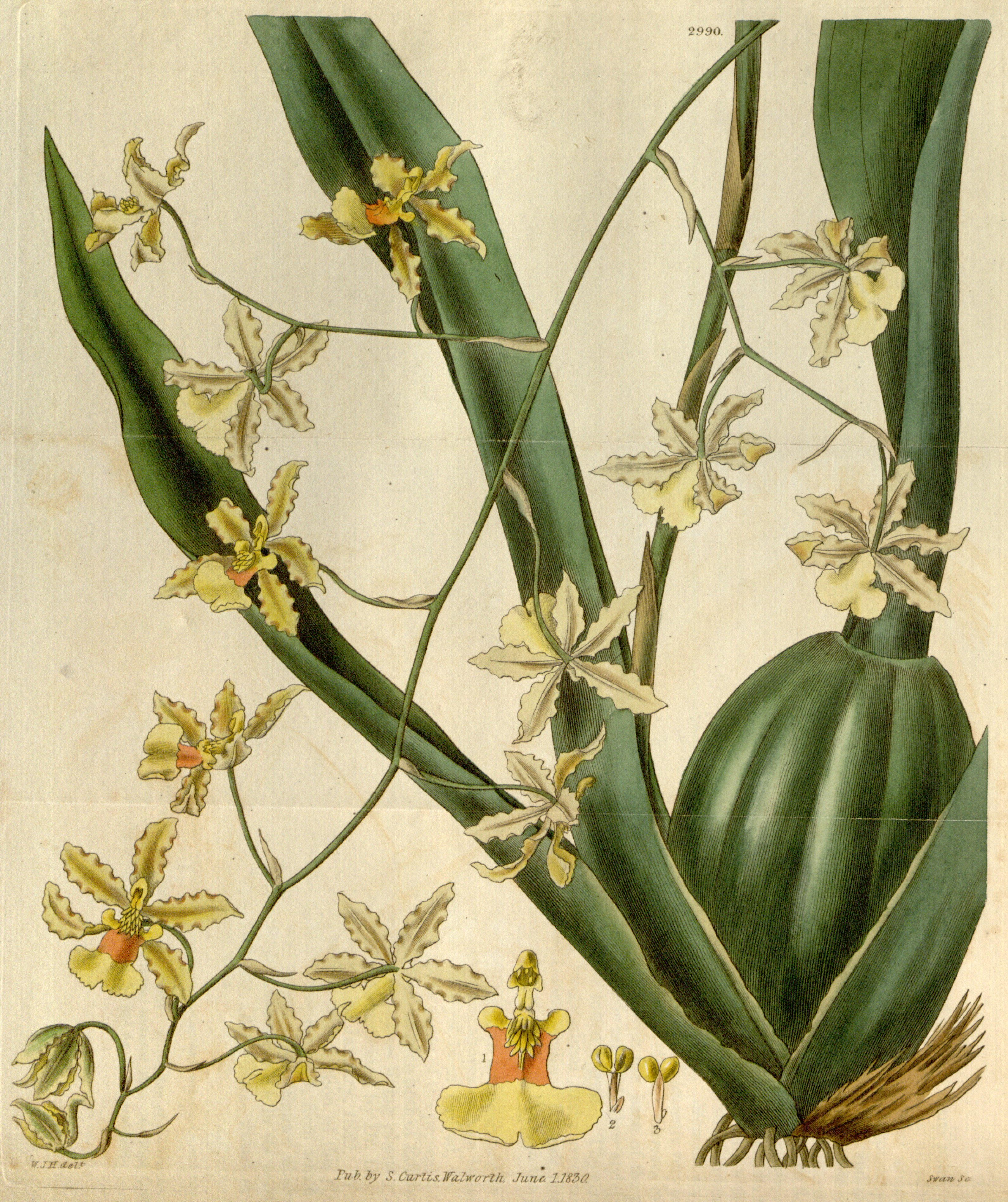
Ilustración

## Descripción
Oncidium altissimum tiene hojas alargadas lanceoladas, que miden unos 60 cm, y la vara floral ramificada llega a medir unos dos metros y medio de altura, de allí su nombre. En cuanto a las flores, muy perfumadas, son muy numerosas, unas 200 a 300, y duran mucho, entre 20 a 30 días. Posee pseudobulbos carnosos.

## Hábitat
Esta especie es oriunda de Jamaica. Orquídea epífita se desarrolla en bosques húmedos.

## Taxonomía
Oncidium altissimum fue descrita por (Jacq.) Sw.  y publicado en Kongl. Vetenskaps Academiens Nya Handlingar 21: 240. 1800.
Etimología
Ver: Oncidium, Etimología
altissimum: epíteto latíno que significa "el más alto".
Sinonimia
- Epidendrum altissimum Jacq. 1760
- Cymbidium altissimum (Jacq.) Sw. 1799
- Xeilyathum altissimum (Jacq.) Raf. 1837
- Oncidium forkelii Scheidw. 1842
- Epidendrum crispum Lam. 1783;[3][4][5]